# Cyrestis thyodamas
Cyrestis thyodamas is een vlinder uit de familie van de nymphalidae, de vossen, weerschijnvlinders en parelmoervlinders. De soort komt voor in Zuidoost-Azië, van India tot Japan. In het Engels heeft hij de naam Common map, die verwijst naar de plattegrondachtige tekening - te vergelijken met het landkaartje, waarvan de naam verwijst naar een dergelijke tekening op de onderkant van de vleugels. De spanwijdte bedraagt 50 tot 60 millimeter.
De waardplanten komen uit het geslacht Ficus.